# Carl Jacob Burckhardt

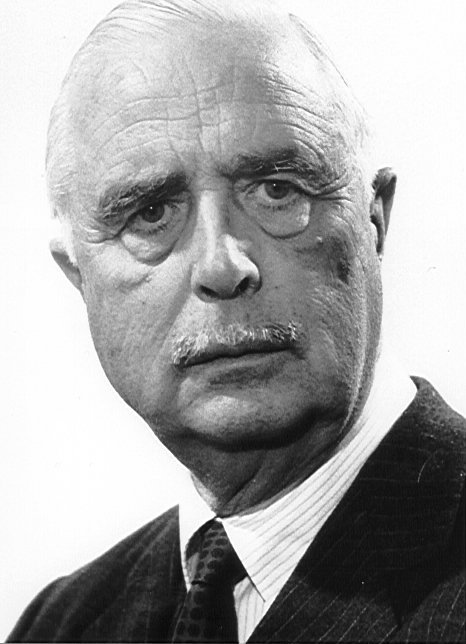
Carl Jacob Burckhardt

Carl Jacob Burckhardt (* 10. September 1891 in Basel; † 3. März 1974 in Vinzel, Kanton Waadt) war ein schweizerischer Diplomat, Essayist und Historiker.
Als sein literarisches Hauptwerk gilt die von 1935 bis 1967 veröffentlichte dreibändige Richelieu-Biographie. Im Jahr 1937 wurde er vom Völkerbund zum Hohen Kommissar für die Freie Stadt Danzig ernannt. Von 1944 bis 1948 fungierte er als Präsident des Internationalen Komitees vom Roten Kreuz (IKRK), wo er allerdings mit seiner unterlassenen Verurteilung des Holocausts und der Beschränkung auf die herkömmlichen Hilfeleistungen gegenüber den Opfern später immer wieder für Kontroversen sorgte.

## Leben
Carl Jacob Burckhardt wuchs als Sohn des Juristen und Politikers Carl Christoph Burckhardt und der Aline, geborene Schazmann, auf. Sein Onkel war der klassische Archäologe Paul Schazmann. Seine Schwester war Theodora (1896–1982), die später Voltaires Biographie von Karl XII. übersetzte und 1917 den Architekten Hans von der Mühll heiratete.
Burckhardt absolvierte das Gymnasium in seiner Heimatstadt Basel und in Glarisegg. Anschliessend studierte der Grossneffe des Kulturhistorikers Jacob Burckhardt Geschichtswissenschaften an den Universitäten Basel, München, Göttingen sowie Zürich und schloss sein Studium 1918 mit der Promotion zum Dr. phil. ab. Noch zu seiner Studienzeit ging in Zürich das Gerücht um, seine Schwester habe die Dissertation ihres Bruders verfasst.
Von 1918 bis 1922 war er Gesandtschaftsattaché in Wien, wo er Hugo von Hofmannsthal kennenlernte und sich später mit ihm befreundete. 1926 habilitierte sich Burckhardt an der Universität Zürich. Drei Jahre später wurde er hier zum Professor für Neuere Geschichte berufen. Von 1932 bis 1937 und von 1939 bis 1945 war er darüber hinaus auch in Genf als Professor für Geschichte am Institut universitaire de hautes études internationales tätig. In seinem literarischen Schaffen befasste sich Burckhardt mit grossen Gestalten der europäischen Geschichte. 1935 erschien der erste Teil seines Hauptwerkes, der später dreiteiligen Biographie Richelieu. Einige Texte seines Werkes lassen die konservative politische Grundhaltung erkennen. So sieht er etwa im Essay Der Honnête Homme den Höhepunkt des französischen Absolutismus im 17. Jahrhundert als «das grosse französische Jahrhundert», in dem «die Erziehung des vornehmen Menschen» stattgefunden habe; im Essay Friedrich von Gentz stellt er mit Bedauern fest, dass dieser trotz seiner unter dem Einfluss von Autoren wie Edmund Burke, Louis-Gabriel-Ambroise de Bonald, Joseph de Maistre und Adam Müller vollzogenen konservativen Wende «vor allem in seiner Tätigkeit in Österreich […] ganz in jenen Geleisen der Staatsweisheit des 18. Jahrhunderts» geblieben sei, «auf denen Metternich sich fortbewegte, ohne Sinn für die großen und bedeutungsvollen Symbole wie das deutsche Kaisertum, rational eine von tiefer Vergangenheit und unabsehbarer Zukunft so reiche Institution wie das römische Reich deutscher Nation hinopfernd, um einen so völlig rationalen und historisch wurzellosen Begriff wie ein österreichisches Kaisertum zu begründen».

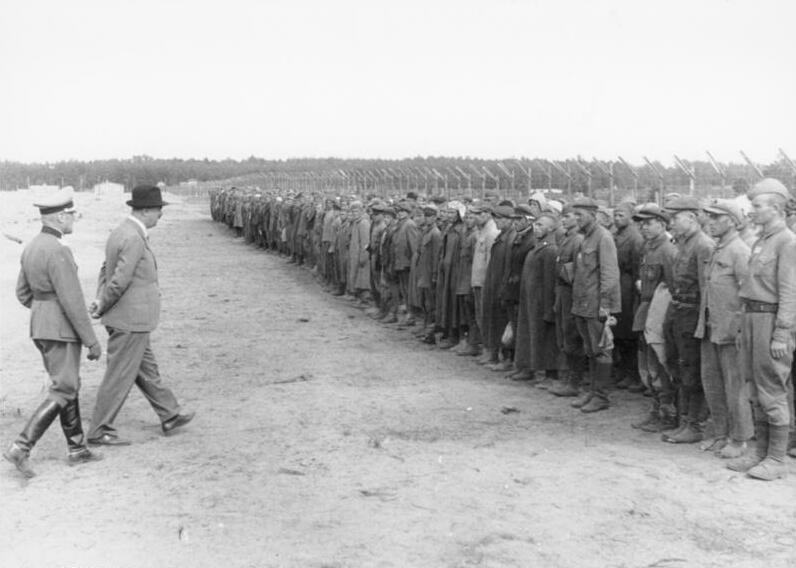
Burckhardt beim Besuch des Stalag II B am 9. August 1941

1923 war Burckhardt im Rahmen eines Besuches griechischer Kriegsgefangener in der Türkei erstmals für das IKRK aktiv, zehn Jahre später wurde er Mitglied des Komitees und besuchte in dieser Funktion 1935 und 1936 Konzentrationslager in Deutschland. Am 18. Februar 1937 ernannte ihn der Völkerbund zum Hohen Kommissar für die seit dem Versailler Vertrag unter Völkerbundaufsicht stehende Freie Stadt Danzig. Dort war die Gleichschaltung zu seinem Amtsantritt bereits vollendet.
1941 übernahm er den Vorsitz der im Juli des gleichen Jahres gegründeten Gemeinsamen Hilfskommission des IKRK und der Liga der Rotkreuz-Gesellschaften. Im Dezember des gleichen Jahres verhandelte er bei einem Besuch des britischen Ministeriums für wirtschaftliche Kriegsführung über Erleichterungen der Seeblockade zugunsten der Hilfe für Kriegsopfer und die Zivilbevölkerung. Er erhielt für das IKRK die Genehmigung zur Weiterleitung von Paketen an Kriegsgefangene.

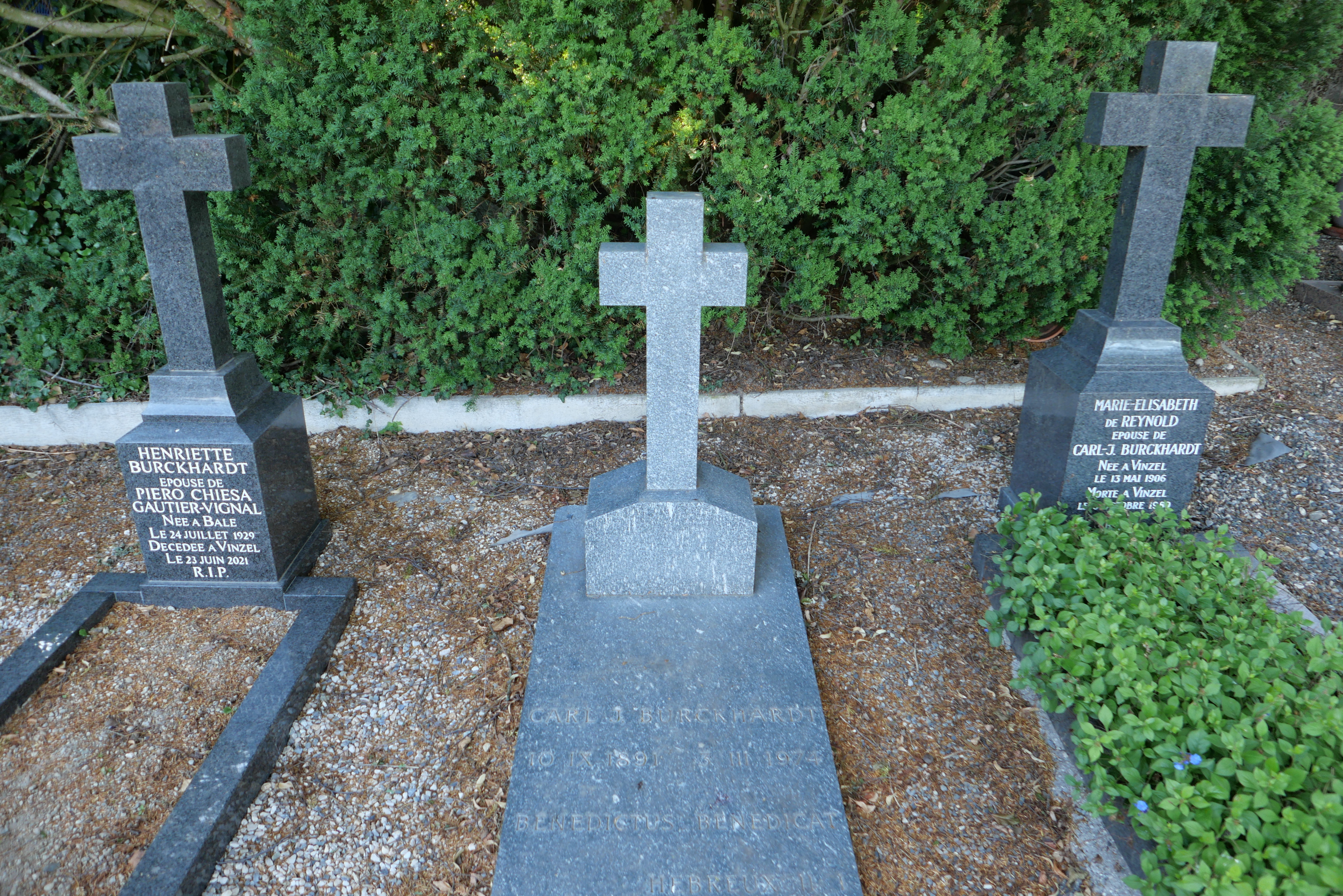
Burckhardts Grab (Mitte)

Carl Jacob Burckhardt war seit 1926 verheiratet mit Marie-Elisabeth de Reynold (1906–1989), einer Tochter des rechtkonservativ-autoritaristischen Schriftstellers Gonzague de Reynold (1880–1970). Aus der Ehe entstammen zwei Töchter.

Burckhardt starb im Alter von 82 Jahren und ruht auf dem Friedhof von Vinzel im Kanton Waadt zwischen seiner aus dem Ort stammenden Frau und der Tochter Henriette (1929–2021). Sein Grabstein trägt die Inschrift
BENEDICTUS BENEDICAT («Der Gesegnete möge segnen»)
Als biblische Referenz für diesen Spruch, der vor allem im angelsächsischen Raum als christliches Tischgebet gebräuchlich ist, ist auf der Grabplatte fälschlicherweise der Brief an die Hebräer (2,1) angegeben.

## IKRK-Präsidentschaft
Am 4. Dezember 1944 wurde er, mit Wirkung vom 1. Januar 1945, einstimmig zum Präsidenten des Internationalen Komitees vom Roten Kreuz (IKRK) gewählt und damit Nachfolger von Max Huber, der diese Funktion aus Altersgründen aufgab. Burckhardt blieb IKRK-Präsident bis 1948, als Paul Ruegger dieses Amt übernahm, und war darüber hinaus von 1945 bis 1949 Gesandter der Schweiz in Paris. Seine Doppelfunktion als IKRK-Präsident und Gesandter führte innerhalb des IKRK auf Anregung von Max Huber zur Neuschaffung der Ämter von zwei Vizepräsidenten sowie des Direktorats als ständigen Gremiums unter Leitung des Generaldirektors, um auch bei Abwesenheit des Präsidenten eine kontinuierliche Arbeit des Komitees zu ermöglichen. 1950 wurde er Ehrenbürger der Stadt Lübeck, da er nach Ansicht der verantwortlichen Stellen durch die Einstufung der Stadt als «offene Stadt» wesentlich zur Rettung der historischen Lübecker Altstadt beigetragen hatte. 1957 wurde in Lübeck das Carl-Jacob-Burckhardt-Gymnasium nach ihm benannt.

## Kontroversen um sein Wirken
In seinem 1960 erschienenen Rechenschaftsbericht Meine Danziger Mission 1937–1939 beschrieb Burckhardt sein Wirken in der Freien Stadt. Obwohl es schon zu jener Zeit kritische Stimmen zur Zuverlässigkeit von Burckhardts Darstellung seiner eigenen Taten und Leistungen gab, so etwa von Hans Mayer oder Golo Mann, blieb sein Ruf in der Schweizer und IKRK-Diplomatie bis Anfang der 1990er Jahre unangetastet. 1991 erschien dann eine vom Schweizer Diplomaten Paul Stauffer verfasste Biographie, die ausgehend von Quellenstudien unter anderem in Warschau und genauen Textvergleichen am selbst geschaffenen Bild Burckhardts erhebliche Zweifel aufwarf. Mindestens drei Darstellungen Burckhardts sind nach Meinung von Stauffer als unglaubwürdig anzusehen:
- Der «allermerkwürdigste Ausspruch» Hitlers über dessen Strategie und künftige Kriegsziele, den dieser ihm gegenüber bei seinem Besuch auf dem Berghof im Führersperrgebiet Obersalzberg im August 1939 gemacht haben soll; ein Ausspruch, der später in vielen zeitgeschichtlichen Werken als Quelle zitiert wurde:
«Alles, was ich unternehme, ist gegen Russland gerichtet; wenn der Westen zu dumm und zu blind ist, um dies zu begreifen, werde ich gezwungen sein, mich mit den Russen zu verständigen, den Westen zu schlagen, und dann nach seiner Niederlage mich mit meinen versammelten Kräften gegen die Sowjetunion zu wenden. Ich brauche die Ukraine, damit man uns nicht wieder wie im letzten Kriege aushungern kann.»
- Die Authentizität seines 1956 veröffentlichten Briefwechsels mit Hugo von Hofmannsthal, der umfangmässig stark Burckhardt-lastig ist.
- Die Datierung eines Schreibens, angeblich aus dem Jahre 1938, an die spätere Publizistin Marion Dönhoff, welches deren Widerstandstätigkeit beglaubigte:
«Die opferbereite, kühne Stellung, die Sie einnehmen, den Widerstand, der von Ihren Freunden ausgeht, bewundere ich.»
(siehe dazu auch Stauffer-Dönhoff-Kontroverse)

## Auszeichnungen und Ehrungen
- Kommandeur der französischen Ehrenlegion
- Ausländisches Mitglied der Bayerischen Akademie der Wissenschaften
- Mitglied der Deutschen Akademie für Sprache und Dichtung
- Ehrendoktorwürde der Universitäten Basel, Grenoble und Lille
- Ehrenbürger von Lille
- 1949: Goetheplakette der Stadt Frankfurt am Main
- 1950: Ehrenbürger von Lübeck
- 1950: Hansischer Goethe-Preis
- 1954: Friedenspreis des Deutschen Buchhandels[8]
- 1955: Ritter der Friedensklasse des Ordens Pour le Mérite
- 1958: Willibald-Pirckheimer-Medaille
- 1959: Johann-Peter-Hebel-Preis
- 1959: Österreichisches Ehrenzeichen für Wissenschaft und Kunst
- 1961: Kulturpreis der Stadt Basel

## Werke (Auswahl)
- Kleinasiatische Reise. Callwey, München 1926
- Maria Theresia. Coleman, Lübeck 1932
- Richelieu. Vier Teile. Callwey, München 1935–1967
- Gestalten und Mächte. Callwey, München 1941, erweiterte Auflage Manesse, Zürich 1961
- Gespräch in Peking. Vereinigung Oltner Bücherfreunde
- Erinnerungen an Hofmannsthal und Briefe des Dichters. Schwabe, Basel 1943
- Ein Vormittag beim Buchhändler. Schwabe, Basel 1943
- Reden und Aufzeichnungen. Manesse, Zürich 1952
- Drei Erzählungen. Manesse, Zürich 1952
- Vier historische Betrachtungen. Manesse, Zürich 1953
- Begegnungen. Manesse, Zürich 1958
- Bildnisse. Fischer, Frankfurt am Main 1958. Reprint (nach d. Ausg. von 1959) 2015, ISBN 978-3-596-30369-4.
- Meine Danziger Mission 1937–1939. Callwey, München 1960
- Betrachtungen und Berichte. Manesse, Zürich 1964
- Carl Jacob Burckhardt – Max Rychner: Briefe 1926–1965. Fischer, Frankfurt 1970
- Gesammelte Werke. Sechs Bände. Scherz, Bern u. a. 1971
- Memorabilien. Erinnerungen und Begegnungen. Callwey, München 1977
- Briefe aus den letzten Jahren. Callwey, München 1977
- Einfälle. Aphorismen und Betrachtungen. Arche, Zürich 1978
- Reminiszenzen. Callwey, München 1984
- Briefe 1908–1974. Fischer, Frankfurt am Main 1986. Reprint 2015, ISBN 978-3-596-30580-3.